# ملعب ماين رود
ملعب ماين رود (بالإنجليزية: Maine Road)‏، هو ملعب كرة قدم إنجليزي سابق، يقع في جزء موس سايد من مدينة مانشستر في أنجلترا. وهو الملعب السابق لنادي مانشستر سيتي، لعب فيه منذ 1923 وحتى 2003. واستضاف الملعب مباريات كأس الاتحاد الإنجليزي لكرة القدم وكأس الاتحاد الإنجليزي لكرة القدم وكأس إنجلترا، لهذا أطلق عليه لقب ويمبلي الشمال (بالإنجليزية: Wembley of the North)‏ بسبب احتضانه لأهم بطولات الكرة الإنجليزية.
بدأت خطط بناء الملعب في الظهور عام 1922. فبدأت أعمال البناء في عام 1923 وافتتح الملعب الدذي كانت تبلغ قوته الإستيعابية نحو 35,150، في نفس السنة بعدما كلف 100 ألف جنيه أسترليني في ذلك الوقت، ثم تعرض الملعب اجديدات وأعمال توسعة في أعوام 1931 و1957, و1970 و1994.
وبعد 80 عاماً من احتضان مباريات فريق مانشستر سيتي وتحديداً في عام 2003، تم الإعلان عن هدم الملعب بسبب سوء تصميم الملعب، وارتفاعات متفاوتية في أرضية الملعب. فكان موسم 2002-03 هو أخر موسم يلعب فيه نادي مانشستر سيتي مباراياته على ملعب ماين رود. فكانت أخر مباراة للفريق أمام نادي نادي ساوثهامبتون وخسرها بهدف نظيف. انتقل بعدها النادي في موسم 2003-04 لملعب مدينة مانشستر، والذي يقع شرق مدينة مانشستر.